# Barre Phillips
Barre Phillips (San Francisco, 1934. október 27. – Las Cruces, 2024. december 28.) amerikai nagybőgős, dzsesszmuzsikus.

## Pályafutása
Rövid ideig tanult S. Charles Sianinál, aki a San Francisco Symphony basszusgitáros-asszisztens volt (1959). Az 1960-as években Eric Dolphy-val, Jimmy Giuffre-ral, Archie Shepp-pel, Peter Nero-val,  Zoller Attila-val, Lee Konitz-cal és Marion Brownnal készített felvételeket.
Phillips 1968-as szólóbasszus-improvizációs felvétele, amelyet „Journal Violone” címmel Angliában, aztán Franciaországban is kiadtak, általában az első szóló-nagybőgő lemezként tartanak számon. Egy 1971-ben Dave Hollanddal készített „Music from Two Basses” című lemez pedig valószínűleg az első improvizált nagybőgő-duett lemez.
Az 1970-es években John Surman szaxofonossal és Stu Martin dobossal az igen sikeres The Trio együttes tagja volt. Az 1980-as és 1990-es években rendszeresen játszott a London Jazz Composers Orchestra-val. A „Naked Lunch” című film zenéjén Ornette Colemannel dolgozott ((1991). Dolgozott Peter Kowald és Joëlle Léandre basszusgitárosokkal és sok mindenki mással is.
Phillips 2024. december 28-án halt meg, 90 évesen.

## Zenekarvezető
- Basse Barre (1969)
- Alors (1970)
- Music from Two Basses (1971)
- For All It Is (1973) (recorded in 1971)
- Mountainscapes (1976)
- Three Day Moon (1978)
- Die Jungen: Random Generators (1979)
- Journal Violone II (1979)
- Music by... (1980)
- Call Me When You Get There (1984)
- Camouflage (1989)
- Naxos (990)
- Aquarian Rain (1991)
- Etchings in the Air (1996)
- No Pieces (1996)
- Uzu (PSF 1997)
- Jazzd'aià (1998)
- Play 'em as They Fall (1999)
- Trignition (1999)
- Journal Violone 9 (2001)
- October Base Trilouge (2001)
- After You've Gone (2004)
- Angles of Repose (2004)
- LDP (PSI, 2005)
- The Iron Stone (2006)
- L' Improviste (2008)
- While You Were Out (2009)
- Everybody Else But Me (2011)
- End to End (2018)
- Face à Face (2022)

## Fordítás
Ez a szócikk részben vagy egészben  a   Barre Phillips című angol Wikipédia-szócikk ezen változatának fordításán alapul.  Az eredeti cikk szerkesztőit annak laptörténete sorolja fel. Ez a jelzés csupán a megfogalmazás eredetét és a szerzői jogokat jelzi, nem szolgál a cikkben szereplő információk forrásmegjelöléseként.